# Ядрото
„Ядрото“ (на английски: The Core) е американски научнофантастичен филм от 2003 г. на режисьора Джон Амиел и във филма участват Арън Екхарт, Хилари Суонк, Делрой Линдо, Стенли Тучи, Ди Джей Куолс, Ричард Дженкинс, Чеки Карио, Брус Грийнууд и Алфри Удард. Филмът е пуснат на 28 март 2003 г. от Paramount Pictures. Получи смесени отзиви от критиците и спечели 74 млн. долара в световен мащаб с производствен бюджет от 85 млн. долара.

## Актьорски състав
| Актьор          | Роля                           |
| --------------- | ------------------------------ |
| Арън Екхарт     | Доктор Джошуа Кейс             |
| Хилари Суонк    | Майор Ребека Чайлс             |
| Делрой Линдо    | Доктор Едуард Брейзълтън       |
| Стенли Тучи     | Доктор Конрад Зимски           |
| Чеки Карио      | Доктор Серж Левеки             |
| Брус Грийнууд   | Командир Робърт Ивърсън        |
| Ди Джей Куолс   | Тиодор Доналд „Рат“ Финч       |
| Алфри Удард     | Командир Талма Стикли          |
| Ричард Дженкинс | Лейтенант Генерал Томас Пърсел |
| Фред Евануик    | Инженер Дженкинс               |

## В България
В България филмът е пуснат по кината на 8 май 2003 г. от Съни Филмс. На 22 октомври е издаден на VHS и DVD от Александра Видео.
На 14 септември 2008 г. е излъчен по Диема с български дублаж. Екипът се състои от:
| Озвучаващи артисти  | Даниела Сладунова Силвия Русинова Васил Бинев Николай Николов Георги Георгиев-Гого Здравко Методиев |
| Преводач            | Ирина Ценкова                                                                                       |
| Тонрежисьор         | Венцислав Станков                                                                                   |
| Режисьор на дублажа | Димитър Кръстев                                                                                     |